# Bahnstrecke Waimes–Trois-Ponts
| |                      |                                          |                                          |
| Streckennummer: | L 45                 |                                          |                                          |
| Streckenlänge: | 17,1 km              |                                          |                                          |
| Spurweite: | 1435 mm (Normalspur) |                                          |                                          |
| |                      |                                          |                                          |
| \| \| \| von Aachen (L 48) \| \| \| \| 0,0 \| Waimes \| Waimes \| \| \| \| nach St.Vith (L 48) \| \| \| \| 7,8 \| Malmedy \| Malmedy \| \| \| 10,9 \| Meiz \| Meiz \| \| \| \| Tunnel von Meiz (75 m) \| \| \| \| 12,0 \| Masta \| Masta \| \| \| \| ehemalige Grenze Deutsches Reich/Belgien \| \| \| \| \| Tunnel (507 m) \| \| \| \| \| von Spa (L 44) \| \| \| \| 17,1 \| Stavelot \| Stavelot \| \| \| \| von Rivage (L 42) \| \| \| \| 22,1 \| Trois Ponts \| Trois Ponts \| \| \| \| nach Luxemburg (L 42) \| \| |                      |                                          |                                          |
| Strecke (außer Betrieb) |                      | von Aachen (L 48)                        | von Aachen (L 48)                        |
| Bahnhof (Strecke außer Betrieb) | 0,0                  | Waimes                                   | Waimes                                   |
| Abzweig geradeaus und nach links (Strecke außer Betrieb) |                      | nach St.Vith (L 48)                      | nach St.Vith (L 48)                      |
| Bahnhof (Strecke außer Betrieb) | 7,8                  | Malmedy                                  | Malmedy                                  |
| Haltepunkt / Haltestelle (Strecke außer Betrieb) | 10,9                 | Meiz                                     | Meiz                                     |
| Tunnel (Strecke außer Betrieb) |                      | Tunnel von Meiz (75 m)                   | Tunnel von Meiz (75 m)                   |
| Bahnhof (Strecke außer Betrieb) | 12,0                 | Masta                                    | Masta                                    |
| Grenze (Strecke außer Betrieb) |                      | ehemalige Grenze Deutsches Reich/Belgien | ehemalige Grenze Deutsches Reich/Belgien |
| Tunnel (Strecke außer Betrieb) |                      | Tunnel (507 m)                           | Tunnel (507 m)                           |
| Abzweig geradeaus und von rechts (Strecke außer Betrieb) |                      | von Spa (L 44)                           | von Spa (L 44)                           |
| Bahnhof (Strecke außer Betrieb) | 17,1                 | Stavelot                                 | Stavelot                                 |
| Abzweig ehemals geradeaus und von rechts |                      | von Rivage (L 42)                        | von Rivage (L 42)                        |
| Bahnhof | 22,1                 | Trois Ponts                              | Trois Ponts                              |
| Strecke |                      | nach Luxemburg (L 42)                    | nach Luxemburg (L 42)                    |

Die Bahnstrecke Waimes–Trois-Ponts war eine ehemals grenzüberschreitende Bahn zwischen dem Deutschen Reich und Belgien. Seit 1919 befand sie sich komplett auf belgischem Territorium. Sie ist vollständig abgebaut und in einen Radweg umgewandelt.

## Geschichte

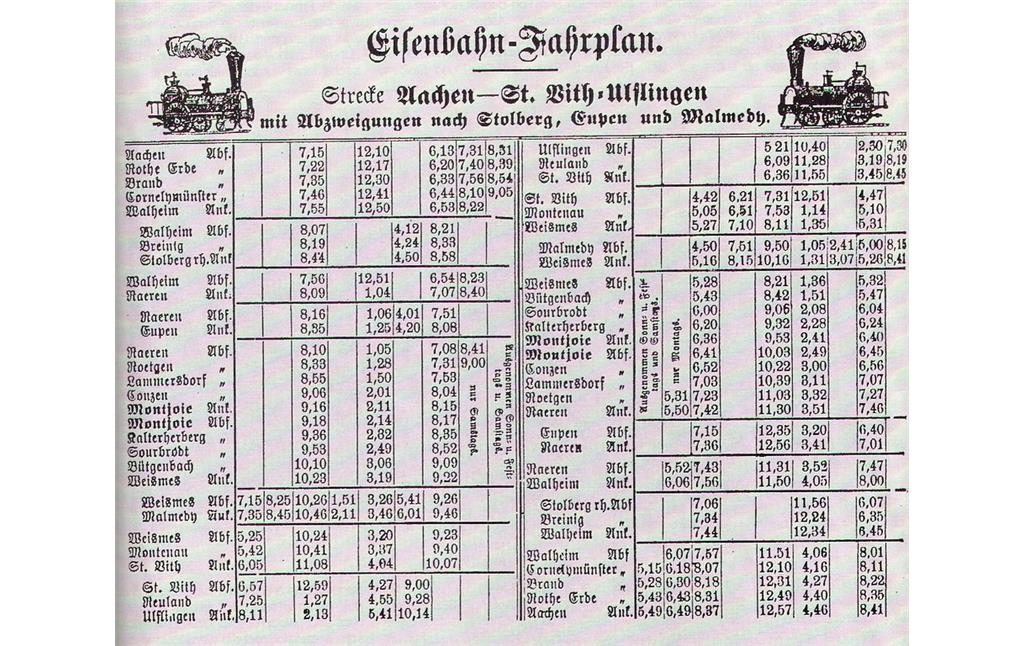
Fahrplan der Vennbahn Aachen-Ulflingen mit der Verbindung Weismes–Malmedy von 1890 in historischer 12-Stunden-Zählung

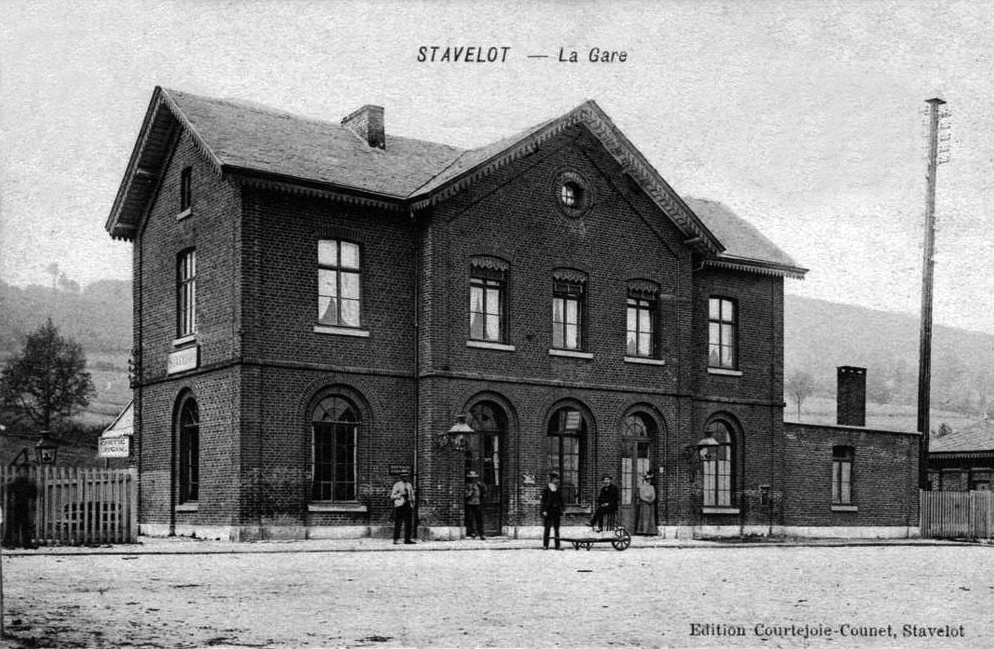
Bahnhof Stavelot, frühes 20. Jahrhundert

Am 1. Dezember 1885 wurde auf dem damaligen deutschen Hoheitsgebiet die Bahnstrecke Weismes–Malmedy durch die preußischen Staatsbahnen als Nebenstrecke der Vennbahn eröffnet. Der Abschnitt Malmedy–Stavelot wurde am 4. Januar 1914 als Gemeinschaftsprojekt der preußischen Eisenbahnen und des belgischen Staates eröffnet. Masta war die Grenzstation. Mit dem Versailler Vertrag musste die Region Eupen-Malmedy an Belgien abgetreten werden und die gesamte Bahn wurde 1925 belgisches Eigentum.
Beim Bau der Autobahn 27 wurde auch der Tunnel von Meiz beidseitig verlängert. Dabei wurde das ursprünglich hufeisenförmige Profil für zwei rechteckige Fortführungen umgebaut.
Die Bahn wurde ab dem 18. Mai 1983 nicht mehr befahren. Nach der Schließung der Vennbahn zwischen Raeren und Sourbrodt wurde die Strecke am 25. August 1989 wieder in Betrieb genommen für den Anschluss an Sourbrodt und dem nahe gelegenen Militärlager Elsenborn. Die Strecke wurde ferner noch für den Holztransport von Büllingen auf die Vennquerbahn verwendet. Außerdem fanden touristische Fahrten statt. 2007 wurde die Strecke endgültig außer Betrieb genommen und damit begonnen, die Gleise zu entfernen.
Ab 2010 wurde die gesamte Strecke asphaltiert und ein Radweg eingerichtet (Ravel 45). Dieser schließt die Tunnel mit ein.